# Louis Étienne Bidault
Louis Étienne Bidault est un homme politique français né le 3 octobre 1760 à Paris et décédé à une date inconnue.
Avocat en 1779, il est juge en 1790, à Melun, puis à Paris en 1791. Il est président du tribunal criminel de Seine-et-Marne en 1793 et est élu député de Seine-et-Marne au Conseil des Cinq-Cents le 27 germinal an VI. Il est ensuite juge au tribunal d'appel de la Seine, puis revient terminer sa carrière à Melun.

## Sources
- « Louis Étienne Bidault », dans Adolphe Robert et Gaston Cougny, Dictionnaire des parlementaires français, Edgar Bourloton, 1889-1891 [détail de l’édition]